# سرای محمدصادق‌خان
سرای محمد صادق خان مربوط به دوره قاجار است و در اصفهان، میدان نقش جهان، بازار دروازه اشرف واقع شده و این اثر در تاریخ ۱۰ خرداد ۱۳۸۲ با شمارهٔ ثبت ۹۰۶۴ به‌عنوان یکی از آثار ملی ایران به ثبت رسیده است.